# Championnat d'Écosse de football 1969-1970
Navigation
Édition précédente Édition suivante
La 73e édition du championnat d'Écosse de football est remportée par le Celtic Football Club. C’est le 26e titre de champion et le cinquième consécutif du club de Glasgow. Le Celtic l’emporte avec 12 points d’avance sur le Rangers FC. Le Hibernian FC complète le podium.
Le système de promotion/relégation reste en place: descente et montée automatique, sans matchs de barrage pour les deux derniers de première division et les deux premiers de deuxième division. Raith Rovers et Partick Thistle FC descendent en deuxième division. Ils sont remplacés pour la saison 1970/71 par Falkirk FC et Cowdenbeath FC.
Avec 24 buts marqués en 34 matchs,  Colin Stein de Rangers FC remporte pour la première fois le classement des meilleurs buteurs du championnat.

## Les clubs de l'édition 1969-1970
| \| Aberdeen FC Glasgow · Celtic - Rangers Dundee · Dundee FC-United Édimbourg · Heart - Hibernian Kilmarnock FC Saint Mirren Dunfermline Athletic Saint Johnstone Clyde FC Airdrieonians Greenock Morton Ayr United Motherwell FC Ayr United \| Localisation des clubs engagés dans le championnat. |
| Aberdeen FC Glasgow · Celtic - Rangers Dundee · Dundee FC-United Édimbourg · Heart - Hibernian Kilmarnock FC Saint Mirren Dunfermline Athletic Saint Johnstone Clyde FC Airdrieonians Greenock Morton Ayr United Motherwell FC Ayr United                                                           |

| Club                               | Ville       |
| ---------------------------------- | ----------- |
| Aberdeen Football Club             | Aberdeen    |
| Airdrieonians Football Club        | Airdrie     |
| Ayr United Football Club           | Ayr         |
| Celtic Football Club               | Glasgow     |
| Clyde Football Club                | Glasgow     |
| Dundee Football Club               | Dundee      |
| Dundee United Football Club        | Dundee      |
| Dunfermline Athletic Football Club | Dunfermline |
| Greenock Morton Football Club      | Greenock    |
| Heart of Midlothian Football Club  | Édimbourg   |
| Hibernian Football Club            | Leith       |
| Kilmarnock Football Club           | Kilmarnock  |
| Motherwell Football Club           | Motherwell  |
| Partick Thistle Football Club      | Glasgow     |
| Raith Rovers Football Club         | Kirkcaldy   |
| Rangers Football Club              | Glasgow     |
| Saint Johnstone Football Club      | Perth       |
| Saint Mirren Football Club         | Paisley     |

## Compétition

### Classement
Le classement est établi sur le barème de points classique (victoire à 2 points, match nul à 1, défaite à 0).
| Rang | Équipe               | Pts | J  | G  | N  | P  | Bp | Bc | Diff |
| ---- | -------------------- | --- | -- | -- | -- | -- | -- | -- | ---- |
| 1    | Celtic FC T          | 57  | 34 | 27 | 3  | 4  | 96 | 33 | +63  |
| 2    | Rangers FC           | 45  | 34 | 19 | 7  | 8  | 67 | 40 | +27  |
| 3    | Hibernian FC         | 44  | 34 | 19 | 6  | 9  | 65 | 40 | +25  |
| 4    | Heart of Midlothian  | 38  | 34 | 13 | 12 | 9  | 50 | 36 | +14  |
| 5    | Dundee United        | 38  | 34 | 16 | 6  | 12 | 62 | 64 | -2   |
| 6    | Dundee FC            | 36  | 34 | 15 | 6  | 13 | 49 | 44 | +5   |
| 7    | Kilmarnock FC        | 36  | 34 | 13 | 10 | 11 | 62 | 57 | +5   |
| 8    | Aberdeen FC C        | 35  | 34 | 14 | 7  | 13 | 55 | 45 | +10  |
| 9    | Greenock Morton      | 35  | 34 | 13 | 9  | 12 | 52 | 52 | 0    |
| 10   | Dunfermline Athletic | 35  | 34 | 15 | 5  | 14 | 45 | 45 | 0    |
| 11   | Motherwell FC P      | 32  | 34 | 11 | 10 | 13 | 49 | 51 | -2   |
| 12   | Airdrieonians        | 32  | 34 | 12 | 8  | 14 | 59 | 64 | -5   |
| 13   | Saint Johnstone      | 31  | 34 | 11 | 9  | 14 | 50 | 62 | -12  |
| 14   | Ayr United P         | 30  | 34 | 12 | 6  | 16 | 37 | 52 | -15  |
| 15   | Saint Mirren         | 25  | 34 | 8  | 9  | 17 | 39 | 54 | -15  |
| 16   | Clyde FC             | 25  | 34 | 9  | 7  | 18 | 34 | 56 | -22  |
| 17   | Raith Rovers         | 21  | 34 | 5  | 11 | 18 | 32 | 67 | -35  |
| 18   | Partick Thistle FC   | 17  | 34 | 5  | 7  | 22 | 41 | 82 | -41  |

| Légende : Qualifications et relégations | Légende : Qualifications et relégations                                |
| --------------------------------------- | ---------------------------------------------------------------------- |
|                                         | Champion d'Écosse. Qualifié pour la Coupe d’Europe des clubs champions |
|                                         | Relégation en deuxième division                                        |
|                                         | T : Tenant du titre C : Vainqueur de la Coupe d'Écosse P : Promus      |

## Bilan de la saison
| Tableau d'Honneur                |             |
| Compétition                      | Vainqueur   |
| Championnat d'Écosse de football | Celtic FC   |
| Coupe d'Écosse de football       | Aberdeen FC |

| Promotions et relégations |                                 |
| Promus                    | Falkirk FC Cowdenbeath FC       |
| Relégués                  | Raith Rovers Partick Thistle FC |

## Statistiques

### Meilleur buteur
1. Colin Stein, Rangers FC 24 buts